# 林夕
林夕（りんせき（または リンシー）、中国語：林夕、本名：梁偉文、英語名：Albert Leung、アルバート・レオン、1961年12月7日 - ）は、香港出身の作詞家・作家。
1985年から使用しているペンネームの林夕は、上下に重ね一文字にすると中国語簡体字の「梦」（夢）と言う文字になる。
日本語では、漢字表記の林夕または英語名のアルバート・レオンで呼ばれることがある。

## 概要

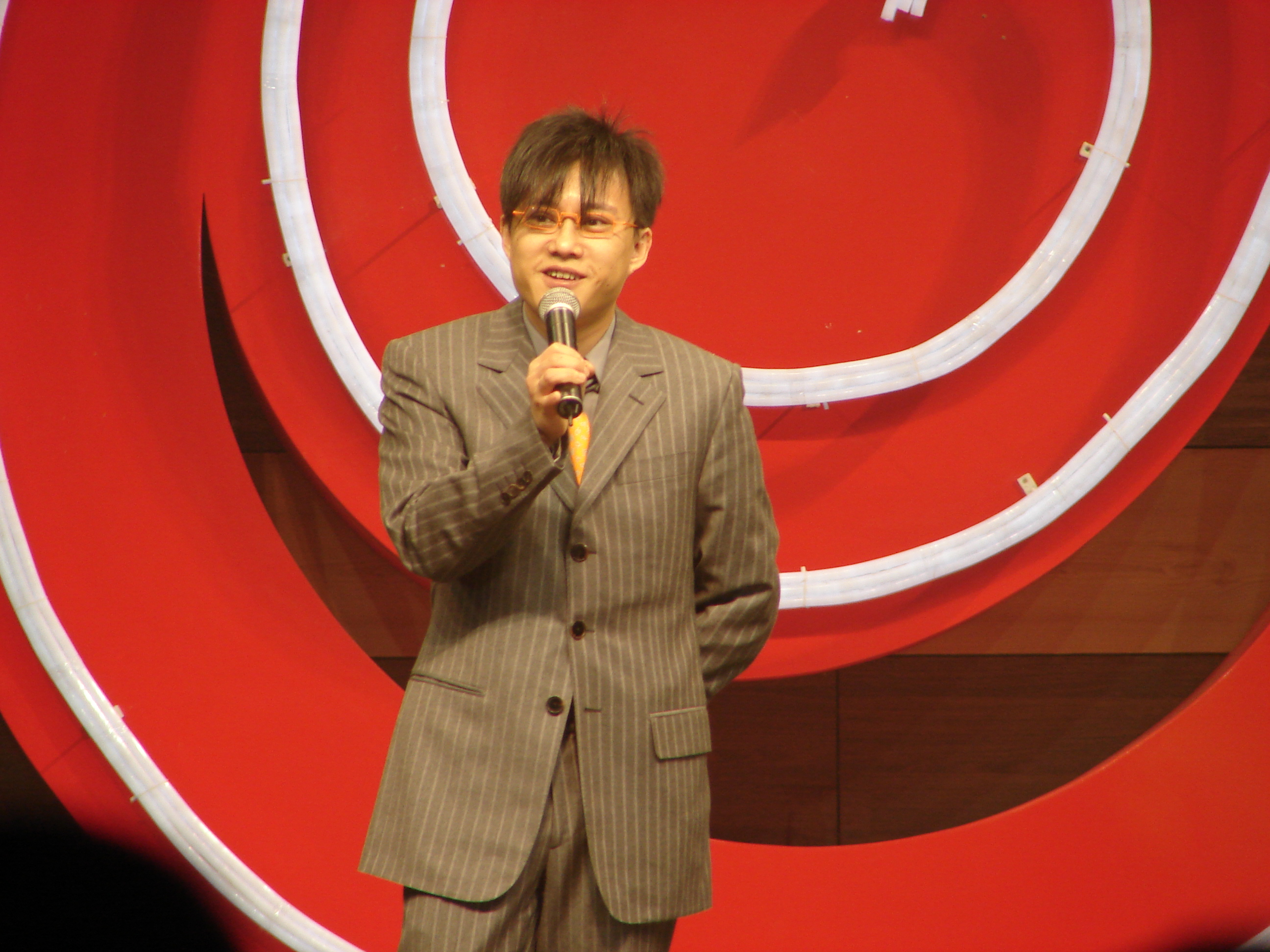

1980年代中期より作詞家としてのキャリアを開始し、広東語及び標準中国語の両方で幅広い分野の作品を発表している。香港のラジオ放送局・商業電台の主催する「叱吒楽壇流行歌曲賞」作詞者大賞（中国語：叱咤樂壇填詞人大獎）を、1995年から2003年まで9年連続、その後2006年から2009年まで再び4年連続で受賞している。台湾では「金曲奨」最優秀作詞家賞を1999年に王菲の「臉」に続き2010年に張惠妹の「開門見山」で二度受賞している。
香港のテレビ局香港電台の主催する十大中国語ゴールドソング賞（十大中文金曲頒獎）の「金針賞」（香港音楽界にて最大の貢献者に授賞する賞）を2009年に受賞。2012年には「CASH音楽成就大賞」を受賞。
2008年には、2008年北京オリンピックのテーマ歌「北京歡迎你」の作詞を担当。2014年公開の映画『匆匆那年』（Fleet of Time）のテーマ曲「匆匆那年」（歌唱：王菲）の作詞も担当している。

## 来歴
本名は梁偉文。香港・九龍城区にあるラ・サール書院（喇沙書院）を経て、1984年に香港大学を卒業。1985年から作詞活動を開始し、現在では3,500曲以上の作詞をしている。
作詞の速度がとても速いことで有名である。TVBテレビの「Be My Guest」と言う番組で、最速は1曲45分で作詞を完成したと認めている。
王菲の曲作りでは作曲家の張亜東と組んでいることは有名だが、その他にもレスリー・チャン、アンディ・ラウ、ミリアム・ヨンなど多くのミュージシャンに作詞を提供している。
2019年11月、台湾のパンクバンドFire EX.（滅火器）とのコラボレーションを実施後に2019年-2020年香港民主化デモヘの支援を表明後、林夕による1,000曲を超える楽曲が、中国のオンライン音楽ショップから削除されたと報道された。
仏教を信仰する。